# Sammy Adams
Sam oder Sammy Adams (* 14. August 1987 in Cambridge, Massachusetts; eigentlich Samuel Adams Wisner) ist ein US-amerikanischer Rapper aus Boston.

## Karriere
Sam Adams wurde 2009 über das Internet bekannt, als er noch Schüler am Trinity College in Hartford war. Als Asher Roth seinen Hit I Love College veröffentlichte, stellte er eine Antwort mit dem Titel I Hate College bei der Videoplattform YouTube ein, die daraufhin millionenfach angeklickt wurde. Im Jahr darauf veröffentlichte er seine erste offizielle Single Driving Me Crazy, mit der er sofort einen Hit in den Billboard Hot 100 hatte. Die zugehörige EP Boston’s Boy kam in die offiziellen Albumcharts und in die Top 10 der Rapcharts.
Daneben veröffentlichte er vor allem eigene Mixtapes und arbeitete mit anderen Musikern zusammen. Mit Taylor Swift produzierte er einen Remix ihres US-Nummer-zwei-Hits I Knew You Were Trouble und mit Enrique Iglesias nahm er den Song Finally Found You auf, der in den Charts bis auf Platz 24 kam. Ende 2013 erschien seine zweite EP Homecoming, die in den US-Albumcharts die Top 50 erreichte.

## Diskografie
Alben
- Boston’s Boy (2010, als Sam Adams)
- Homecoming (2013)

Mixtapes
- Boston’s Opening Day (2010)
- Party Records (2010)
- Into the Wild (2011)
- OK Cool (2012)

Lieder
- Driving Me Crazy (2010, als Sam Adams)
- Blow Up (2011)
- Only One (2012)
- All night Longer (2012, US: Platin)[3]
- Big Lights (2013)
- L. A. Story (featuring Mike Posner, 2013)

Featurings
- Finally Found You / Enrique Iglesias featuring Sammy Adams (2012)
- I Knew You Were Trouble (Remix) / Taylor Swift featuring Sammy Adams (2012)